# 14182 Alley
14182 Alley è un asteroide della fascia principale. Scoperto nel 1998, presenta un'orbita caratterizzata da un semiasse maggiore pari a 2,3219925 UA e da un'eccentricità di 0,1432412, inclinata di 5,94805° rispetto all'eclittica.